# Hermann Techow
Eduard Hermann Robert Techow (vereinzelt auch Eduard Herrmann Robert Techow; * 25. August 1838 in Brandenburg an der Havel; † 25. Dezember 1909 in Berlin) war ein deutscher Justiz- und Verwaltungsbeamter sowie Berater der japanischen Regierung in der Meiji-Ära.

## Leben und Wirken
Hermann Techow wurde 1838 als Sohn des Rastenburger Gymnasialdirektors Friedrich Techow geboren. Er besuchte die Ritterakademie in Brandenburg und die Herzog-Albrechts-Schule (Rastenburg). Nach einer Lehre in der Landwirtschaft studierte er an der Rheinischen Friedrich-Wilhelms-Universität Bonn, der Friedrich-Wilhelms-Universität zu Berlin und der heimatlichen Albertus-Universität Königsberg Rechts- und Staatswissenschaften. Er wurde Mitglied der Burschenschaft Teutonia Bonn (1856) und der Königsberger Burschenschaft Gothia (1859). Nach Stationen als Gerichtsreferendar (1861) und Gerichtsassessor (1865) wurde Techow 1867 Kreisrichter am Kreisgericht Ortelsburg. Drei Jahre später wechselte er zur Staatsanwaltschaft. Er war zunächst beim Kreis- und Schwurgericht Lyck (1870), später beim Kreisgericht Tilsit (1877) als Staatsanwalt tätig. 1878 wechselte Techow von der Rechtspflege zur inneren Verwaltung Preußens. Er wurde Regierungsrat, Justiziar und Verwaltungsrat beim Provinzialschulkollegium in Berlin.
Im Jahre 1884 wurde Techow auf Empfehlung des Preußischen Ministerium der geistlichen, Unterrichts- und Medizinalangelegenheiten von dem japanischen Gesandten in Berlin Aoki Shūzō nach Japan geholt, um die dortige Regierung in Fragen des Schulwesens zu beraten. Nach seiner Ankunft wurde er jedoch von der Regierung mit der Ausarbeitung einer japanischen Zivilprozessordnung beauftragt. Seinen in wesentlichen Teilen an die deutsche Zivilprozessordnung von 1877 angelehnten Entwurf legte er 1886 vor und wurde nach geringen Änderungen durch das japanische Justizministerium 1890 verkündet und 1891 in Kraft gesetzt.
Nach dem Ende seiner Tätigkeit in Japan kehrte Techow 1887 nach Deutschland zurück und wurde Oberregierungsrat und Dirigent der Kirchen- und Schulabteilung bei der Regierung in Breslau. 1890 wurde er Oberverwaltungsgerichtsrat am Oberverwaltungsgericht zu Berlin und 1893 Senatspräsident.

## Auszeichnungen
- Orden der aufgehenden Sonne, III. Klasse (Kommandeurkreuz)
- 1896: Roter Adlerorden, III. Klasse mit Schleife
- 1900: Roter Adlerorden, II. Klasse mit Eichenlaub
- Preußisches Landwehrdienstabzeichen, 1. Klasse